# Sanchi (Schiff)
Die Sanchi (chin. 桑吉號, lit. „Maulbeerbaumglück“) war ein unter panamaischer Flagge fahrender Tanker der staatlichen iranischen Ölgesellschaft NIOC. Das Schiff geriet am 6. Januar 2018 nach einer Kollision mit dem chinesischen Massengutfrachter CF Crystal vor der Küste Chinas in Brand und sank am 14. Januar 2018.

## Schiff
Das Schiff wurde unter der Baunummer S316 von Hyundai Samho Heavy Industries Co., LTD gebaut. Die Kiellegung fand am 29. Oktober 2007, der Stapellauf am 5. Februar 2008 statt. Die Fertigstellung des Schiffes erfolgte am 24. April 2008.
Der Tanker wurde von der National Iranian Oil Company betrieben.

## Havarie 2018
Die Sanchi kollidierte am 6. Januar 2018 ungefähr 160 Seemeilen vor Shanghai im Ostchinesischen Meer mit dem unter der Flagge Hongkongs fahrenden Frachter CF Crystal. Das chinesische Schiff war auf dem Weg von den USA nach Guangdong in China und hatte 64.000 Tonnen Getreide an Bord. Nach dem Zusammenstoß geriet der Tanker in Brand. Die Löscharbeiten waren wegen der großen Hitze- und Rauchentwicklung sowie Explosionsgefahr schwierig. Am 12. Januar 2018 wurde über eine weitere Explosion und anhaltendes Feuer an Bord berichtet. Aufgrund der lokalen Verhältnisse trieb die Sanchi von der chinesischen Küste fort und erreichte etwa am gleichen Tage nordwestlich der Insel Amami-Ōshima das Gebiet der ausschließlichen Wirtschaftszone Japans.
An der Rettungs- und Bergungsaktion beteiligten sich Schiffe chinesischer Behörden, zwei Ölbekämpfungsschiffe, Handelsschiffe und verschiedene Fischereiboote. Ein Schiff der südkoreanischen Küstenwache beteiligte sich ebenfalls an der Suche. Während alle 21 Besatzungsmitglieder der CF Crystal gerettet wurden, werden die 32 Besatzungsmitglieder der Sanchi vermisst. Ein Besatzungsmitglied wurde laut der iranischen Organisation für Häfen und Schifffahrt tot geborgen. Zwei weitere Leichen wurden am 13. Januar an Deck gefunden, zugleich konnte der Schiffsdatenschreiber sichergestellt werden.
Der Guardian schrieb später über die Aktion: „Es gab zwei widerstreitende Ziele beim Umgang mit dem Tanker: das Feuer zu löschen und die Besatzung zu retten, oder soviel Öl wie möglich verbrennen zu lassen und damit die Verseuchung des Meeres zu begrenzen. Am Ende war es eine Mischung aus Beidem.“
Am 14. Januar meldete die chinesische Nachrichtenagentur Xinhua, dass das Schiff gesunken sei. Daraufhin gab die iranische Seefahrtsbehörde die Hoffnung auf, dass Besatzungsmitglieder durch Rückzug vor Feuer, Explosionen und giftigen Dämpfen in dem nicht direkt betroffenen Maschinenraum überlebt haben könnten. Vermutlich starb bei dem Unglück die gesamte Besatzung von 30 Seeleuten aus dem Iran und zweien aus Bangladesch. Die Hebung des Wracks ist nicht geplant.
Die Seeleute der CF Crystal wurden nach dem Zusammenstoß von einem chinesischen Fischerboot gerettet. Das Schiff wurde in den Hafen von Zhoushan geschleppt.

### Umweltfolgen
Zum Zeitpunkt der Kollision war die Sanchi mit 136.000 Tonnen Leichtöl mit einem Handelswert von 60 Millionen US-Dollar für das südkoreanische Unternehmen Hanwha Total Petrochemical Co beladen. Darüber hinaus befanden sich erhebliche Mengen Schiffstreibstoff  an Bord, der große Umweltschäden hervorrufen kann.
Vor dem Untergang sagte Simon Boxall vom National Oceanography Centre der University of Southampton der BBC, die an Bord befindlichen Stoffe würden die Bakterien töten, die Öl zersetzen könnten. Er hatte die Hoffnung geäußert, dass das Feuer gelöscht und das Schiff vom Untergang bewahrt werden könne, um Umweltgefahren abzuwenden.
Nach dem Untergang trat Öl aus dem Tanker aus. Es bildete sich zunächst ein mehrere Quadratkilometer großer Ölteppich. Drei Tage nach dem Untergang gab es zwei Ölteppiche mit 40 bzw. 69 km² Fläche.
China plante die Entsendung eines U-Boots, um Lecks im Tanker aufzuspüren und wenn möglich abzudichten.

### Berechnungen zur Lademenge und der Konsistenz des Ölteppichs
Eine nicht definierte Menge des ausgelaufenen Öls verbrannte. Nähert man die Dichte des Leichtöls einem Wert von 0,8 t/m³ an, so berechnet sich unter der Annahme, dass das geladene Leichtöl vollständig ausgeflossen ist, eine durchschnittliche Schichtdicke des dünnflüssigen Öls von höchstens 1,6 mm. Der vergleichsweise dünne Film verringert seine Dicke mit der Zeit durch Verdunstung (zumindest von leichtflüchtigen Komponenten) und bildet dabei brennbaren Öldampf und im Zug der Vermischung mit Luft explosionsfähige Gemische. Der Wind verteilt die verdunstete Menge.

### Folgenabschätzung und chinesische Informationspolitik
Die genauen Umstände des Unglücks blieben der Öffentlichkeit zunächst unklar. Laut tagesschau.de hatten die chinesischen Behörden mögliche Umweltschäden zunächst heruntergespielt.
Stephan Lutter vom WWF Deutschland erklärte: „Das Kondensat, das aus dem gesunkenen Tanker austritt, ist giftig für Meeressäuger, Fische, Schildkröten und Seevögel“. Zu beachten sei, dass der Tanker an der Schwelle zwischen Gelbem und Ostchinesischem Meer gesunken sei. Hier seien die Meeresströmungen komplex, deshalb sei schwer abschätzbar und kaum vorherzusagen, wohin der giftige Ölteppich driften wird. „Das Gelbe Meer gehört zu den produktivsten marinen Ökosystemen, es hat reiche Fischgründe und ist eine wichtige Drehscheibe für Zugvögel. Auch Seekühe, Schweinswale und Meeresschildkröten sind hier heimisch. Weil es sich wie bei der Nordsee um ein Flachmeer mit Wattgebieten handelt, ist das Gelbe Meer durch den giftigen Ölfilm besonders verwundbar.“